# Еднево
Еднево — деревня в Волоколамском районе Московской области России.
Относится к сельскому поселению Чисменское, до муниципальной реформы 2006 года относилась к Чисменскому сельскому округу. Население — 7 чел. (2010).

## Расположение
Деревня Еднево расположена примерно в 17 км к востоку от центра города Волоколамска, на правом берегу реки Большой Сестры (бассейн Иваньковского водохранилища). В деревне 5 улиц — Партизанская 1-я, Партизанская 2-я, Партизанская 3-я, Победы, Солдатская и Солдатский переулок. Ближайшие населённые пункты — деревни Любятино и Кутьино. Связана автобусным сообщением с райцентром.

## История
Из «Исторических материалов для составления церковных летописей Московской епархии». Собранные В. И. Холмогоровым и диаконом Г. И. Холмогоровым. Выпуск первый. Русская десятина
"Николая Чудотворца место церковное, в 1625 г., Русского уезда, Локнашского стана в пустоши, что было село Еднево, на речке Сестре — вотчина князя Никиты Михайловича Мезецкого, что преж сего была за отцом его князь Михаилом Мезецким, пашни церковные 10 четвертей в поле, а в дву потомуж, сена 5 копен. По переписным книгам 154 (1646) г. значится: за Дорофеем Пустынниковым деревня Еднева, поселена вновь, а в ней три двора крестьянских — в них 9 человек и один двор задворного человека. В 186 (1678) г. деревня Еднева с 6 дворами крестьянскими находилась во владении Воскресенского монастыря; в 1705 году в ней числилось 13 дворов крестьянских людей — в них 65 человек, а в 1710 г. — 11 дворов крестьянских.
В «Списке населённых мест» 1862 года Еднева — казённая деревня 1-го стана Клинского уезда Московской губернии по левую сторону Волоколамского тракта, в 44 верстах от уездного города, при реке Сестре, с 42 дворами и 258 жителями (131 мужчина, 127 женщин).
По данным на 1890 год сельцо Еднево входило в состав Калеевской волости Клинского уезда, в нём располагалось земское училище, число душ составляло 374 человека.
В 1913 году — 64 двора, 4 бумаго-ткацких фабрики и земское училище.
В 1917 году Калеевская волость была передана в Волоколамский уезд.
По материалам Всесоюзной переписи населения 1926 года — центр Едневского сельсовета Калеевской волости Волоколамского уезда, проживало 409 жителей (187 мужчин, 222 женщины), насчитывалось 83 хозяйства, имелась школа.
С 1929 года — населённый пункт в составе Волоколамского района Московской области.

## Население
| 1852 | 1859 | 1890 | 1926 | 2002 | 2006 | 2010 |
| ---- | ---- | ---- | ---- | ---- | ---- | ---- |
| 229  | ↗258 | ↗374 | ↗409 | ↘9   | →9   | ↘7   |

## Уроженцы
- Александрова Зоя Дмитриевна (1922 г.р., д. Еднево) — кавалер Ордена Отечественной войны II степени.[18]
- Демидов Алексей Иванович (1908 г.р., д. Еднево) — кавалер Ордена Славы III степени.[19]
- Егоров Михаил Андреевич (1908 г.р., д. Еднево) — кавалер Ордена Отечественной войны II степени.[20]
- Королев Василий Иванович (1918 г.р., д. Еднево) — кавалер Ордена Отечественной войны I степени.[21]
- Маслов Михаил Алексеевич (1919 г.р., д. Еднево) — кавалер Ордена Отечественной войны I степени.[22]
- Михайлов Трофим Николаевич (1905 г.р., д. Еднево) — кавалер Ордена Отечественной войны II степени.[23]
- Мягков Александр Ильич (1923 г.р., д. Еднево) — кавалер Ордена Отечественной войны I степени.[24]
- Мягкова Анастасия Федоровна (1917 г.р., д. Еднево) — кавалер Ордена Отечественной войны II степени.[25]
- Мягкова Зоя Дмитриевна (1922 г.р., д. Еднево) — награждена медалями "За боевые заслуги" и "За отвагу".[26]
- Никитин Василий Алексеевич (1900 г.р., д. Еднево)  — награжден медалью "За отвагу".[27]
- Прохоров Георгий Николаевич (1917 г.р., д. Еднево) — кавалер Ордена Отечественной войны II степени.[28]
- Сбитнев Василий Константинович (1922 г.р., д. Еднево) — кавалер Ордена Отечественной войны II степени.[29]
- Силаев Петр Петрович (1925 г.р., д. Еднево) — кавалер Ордена Отечественной войны II степени.[30]
- Спиридонов Михаил Иванович (1924 г.р., д. Еднево) — кавалер Ордена Отечественной войны II степени.[31]
- Степанова Прасковья Николаевна (1909 г.р., д. Еднево) — кавалер Ордена Отечественной войны II степени.[32]